# Wiko

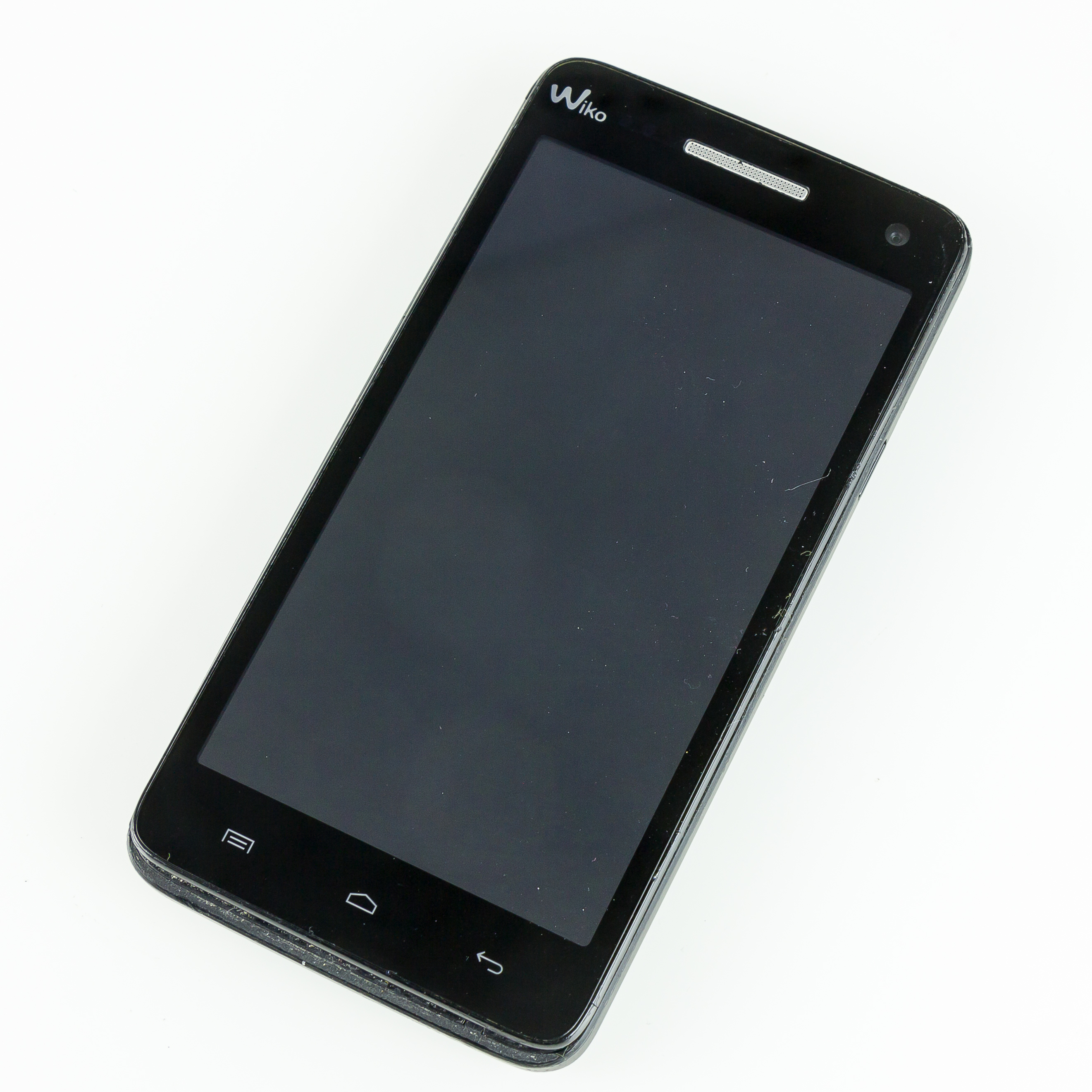
Wiko Rainbow 4G

Wiko è una multinazionale francese produttrice di smartphone. Le azioni dell'azienda francese sono di proprietà della società cinese Tinno, la quale produce gli smartphone da esportare alla PMI Wiko Mobile di Marsiglia che commercializza i prodotti.

## Storia

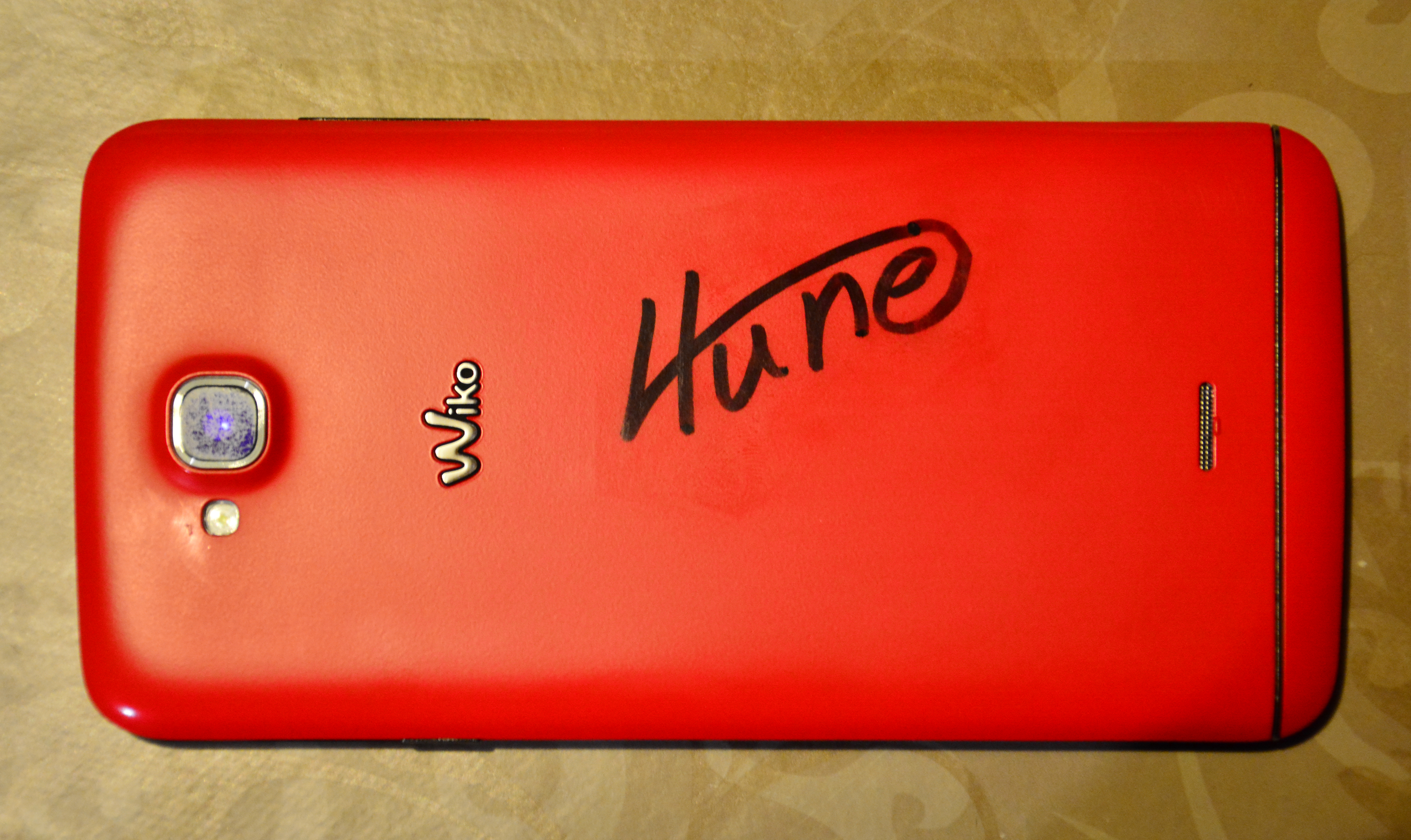
Il modello Wiko Slide

Wiko è stata fondata nel febbraio del 2011 da Laurent Dahan e, essendo stata esportata nei maggiori Paesi Europei solo a partire dal dicembre 2013, dal febbraio 2011 al 20 dicembre 2013, i suoi prodotti sono stati venduti solo in territorio francese; i suoi uffici e i team di design e marketing hanno sede a Marsiglia.
Nel 2013 Wiko ha esportato 2.6 milioni di dispositivi, di cui 1.7 milioni venduti in Francia.
Nel corso del primo trimestre del 2013, in Francia, il marchio rappresenta il 31,6% di vendite su internet e il 10,5% di vendite in negozi e centri commerciali tanto da farlo arrivare al terzo posto per vendite di cellulari.
Nel 2014 in Francia la società è stata la seconda più grande azienda produttrice di smartphone dopo Samsung. Nel 2018 Wiko era presente in più di 30 paesi in Europa, Asia, Medio Oriente e Africa e aveva circa 30 milioni di utenti, il doppio rispetto a due anni prima.
Lo slogan della società Wiko Mobile è stato modificato nel 2015 da Share your identity a Game changer e nel 2019 "lets live it!".

## Prodotti

### Smartphone
Fonti:
- Wiko Highway (2014)
- Wiko Wax (2014)
- Wiko Highway Signs (2014)
- Wiko Highway 4G (2014)
- Wiko Rainbow (2014)
- Wiko Rainbow 4G (2014)
- Wiko Getaway (2014)
- Wiko Jimmy (2014)
- Wiko Goa (2014)
- Wiko Birdy (2014)
- Wiko Lenny (2014)
- Wiko Highway Pure 4G (2015)
- Wiko Highway Star 4G (2015)
- Wiko Ridge Fab 4G (2015)
- Wiko Ridge 4G (2015)
- Wiko Bloom2 (2015)
- Wiko Sunset2 (2015)
- Wiko Rainbow Up 4G (2015)
- Wiko Selfy 4G (2015)
- Wiko Rainbow Lite 4G (2015)
- Wiko Rainbow Jam 4G (2015)
- Wiko Rainbow Jam (2015)
- Wiko Lenny2 (2015)
- Wiko Fever 4G (2015)
- Wiko Pulp 4G (2015)
- Wiko Pulp (2015)
- Wiko Pulp Fab (2015)
- Wiko Pulp Fab 4G (2015)
- Wiko Fever SE (2016)
- Wiko Lenny3 (2016)
- Wiko Robby (2016)
- Wiko Sunny (2016)
- Wiko Sunny Max (2016)
- Wiko Tommy (2016)
- Wiko U Feel Lite (2016)
- Wiko U Feel Prime (2016)
- Wiko Ufeel (2016)
- Wiko Ufeel go (2016)
- Wiko Ufeel fab (2016)
- Wiko Lenny3 Max (2016)
- Wiko Jerry (2016)
- Wiko Sunny2 (2017)
- Wiko Robby2 (2017)
- Wiko Sunny2 Plus (2017)
- Wiko Lenny4 (2017)
- Wiko Lenny4 Plus (2017)
- Wiko Kenny (2017)
- Wiko Jerry2 (2017)
- Wiko Harry (2017)
- Wiko Tommy2 (2017)
- Wiko Tommy2 Plus (2017)
- Wiko Upulse (2017)
- Wiko Upulse lite (2017)
- Wiko WIM (2017)
- Wiko WIM Lite (2017)
- Wiko View (2017)
- Wiko View XL (2017)
- Wiko View Prime (2017)
- Wiko View2 (2018)
- Wiko View2 Pro (2018)
- Wiko View Max (2018)
- Wiko View2 Plus (2018)
- Wiko View2 Pro (2018)
- Wiko View3 (2019)
- Wiko View3 Pro (2019)
- Wiko Sunny3 (2019)
- Wiko Y80 (2019)
- Wiko Jerry3 (2019)
- Wiko Tommy3 Plus (2019)
- Wiko Jerry4 (2019)
- Wiko Y70 (2019)
- Wiko Y50 (2019)
- Wiko Sunny3 Plus (2019)
- Wiko Y60 (2020)
- Wiko View3 Lite (2020)
- Wiko Sunny4 (2020)
- Wiko View4 (2020)
- Wiko View4 Lite (2020)
- Wiko Y61 (2020)
- Wiko Sunny5 (2020)
- Wiko Y81 (2020)
- Wiko View5 (2020)
- Wiko View5 Plus (2020)
- Wiko Sunny5 Lite (2020)
- Wiko Y51 (2021)
- Wiko Y62 (2021)
- Wiko Power U10 (2021)
- Wiko Power U21 (2021)
- Wiko Y52 (2021)
- Wiko Power U30 (2021)
- Wiko Y82 (2021)
- Wiko Y62 Plus (2021)
- Wiko T3 (2021)
- Wiko T10 (2022)
- Wiko T50 (2022)
- Wiko 10 (2022)
- Wiko 5G (2022)
- Wiko T60 (2023)
- Wiko Hi Enjoy 60s (2023)
- Wiko T20 (2024)

### Feature phone
Fonti:
- Wiko Lubi4
- Wiko Riff2
- Wiko Riff3
- Wiko Lubi5
- Wiko Lubi5 Plus
- Wiko Riff3 Plus
- Wiko F100
- Wiko F200
- Wiko F300

### Accessori
L'azienda produce anche accessori per smartphone, quali auricolari, caricabatterie e cover di diversi tipi.